# Rue de Crussol
Rue de Crussol är en gata i Quartier de la Folie-Méricourt i Paris elfte arrondissement. Den är uppkallad efter den franske generallöjtnanten Alexandre-Charles-Emmanuel de Crussol (1743–1815). Rue de Crussol börjar vid Boulevard du Temple 4 och slutar vid Rue de la Folie-Méricourt 63.

## Bilder
| - Alexandre-Charles-Emmanuel de Crussol. Målning av Élisabeth Vigée Le Brun från år 1787. - Skylt. - Rue de Crussol. |

## Omgivningar
- Saint-Denys-du-Saint-Sacrement
- Place Pasdeloup
- Square de la Place-Pasdeloup med Fontaine Dejean
- Boulevard du Temple
- Rue Oberkampf
- Rue Amelot
- Cité de Crussol
- Rue des Filles-du-Calvaire
- Rue Commines
- Rue Froissart
- Passage Saint-Pierre-Amelot
- Rue de Malte

## Kommunikationer
- Tunnelbana – linje  – Filles du Calvaire
- Tunnelbana – linjerna   – Oberkampf
- Busshållplats Oberkampf – Filles du Calvaire – Paris bussnät, linje 96

### Webbkällor
- ”Rue de Crussol”. Mairie de Paris. https://web.archive.org/web/20160303185511/http://www.v2asp.paris.fr/commun/v2asp/v2/nomenclature_voies/Voieactu/2467.nom.htm. Läst 29 januari 2023.
- ”Rue de Crussol”. Les rues de Paris. https://web.archive.org/web/20190727162045/http://www.parisrues.com/rues11/paris-11-rue-de-crussol.html. Läst 29 januari 2023.